# Mainzer Straße 28/30 (Remagen)

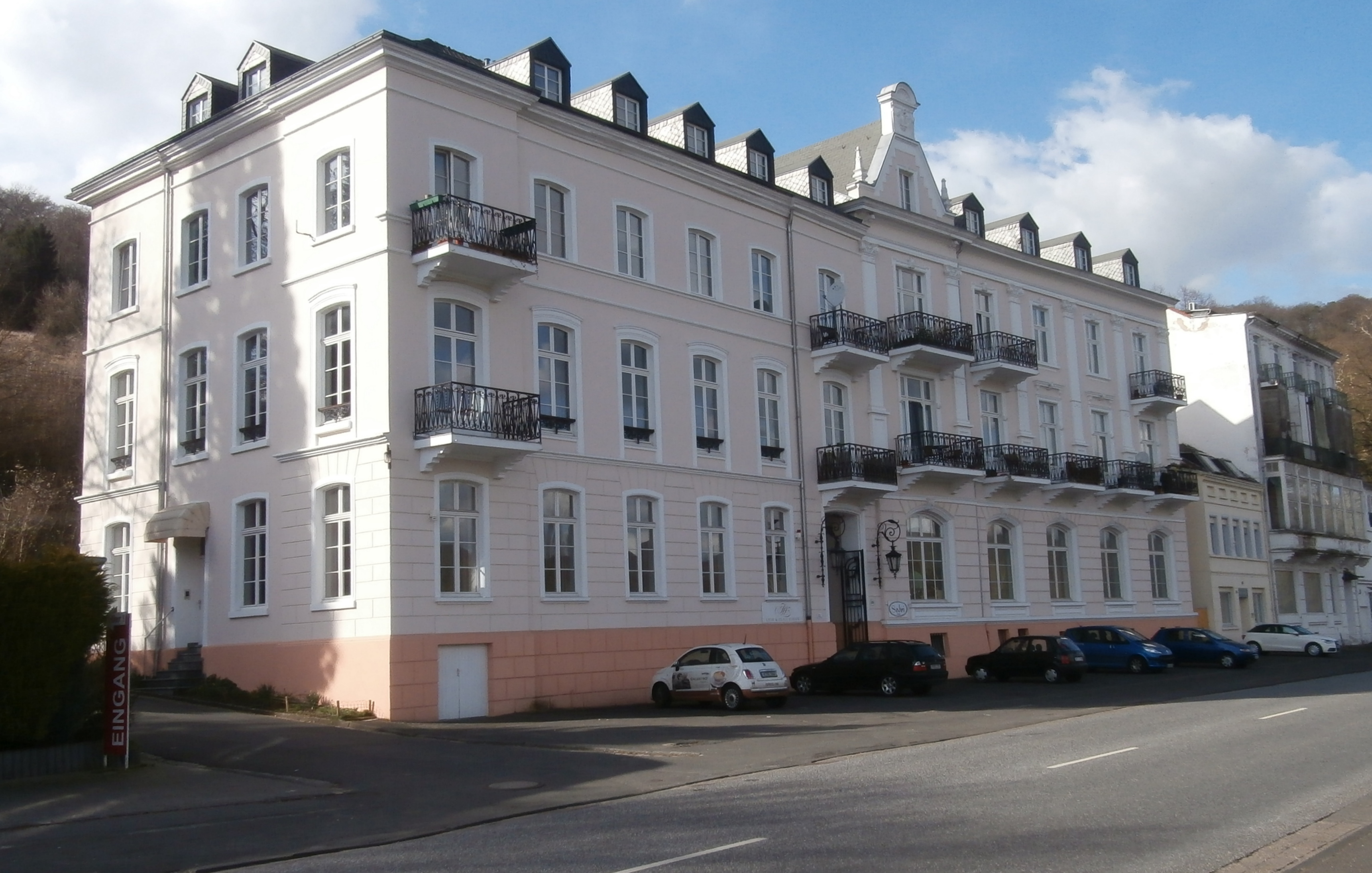
Ehemaliges Hotel Rolandseck-Groyen, Mainzer Straße 28/30 (2014)

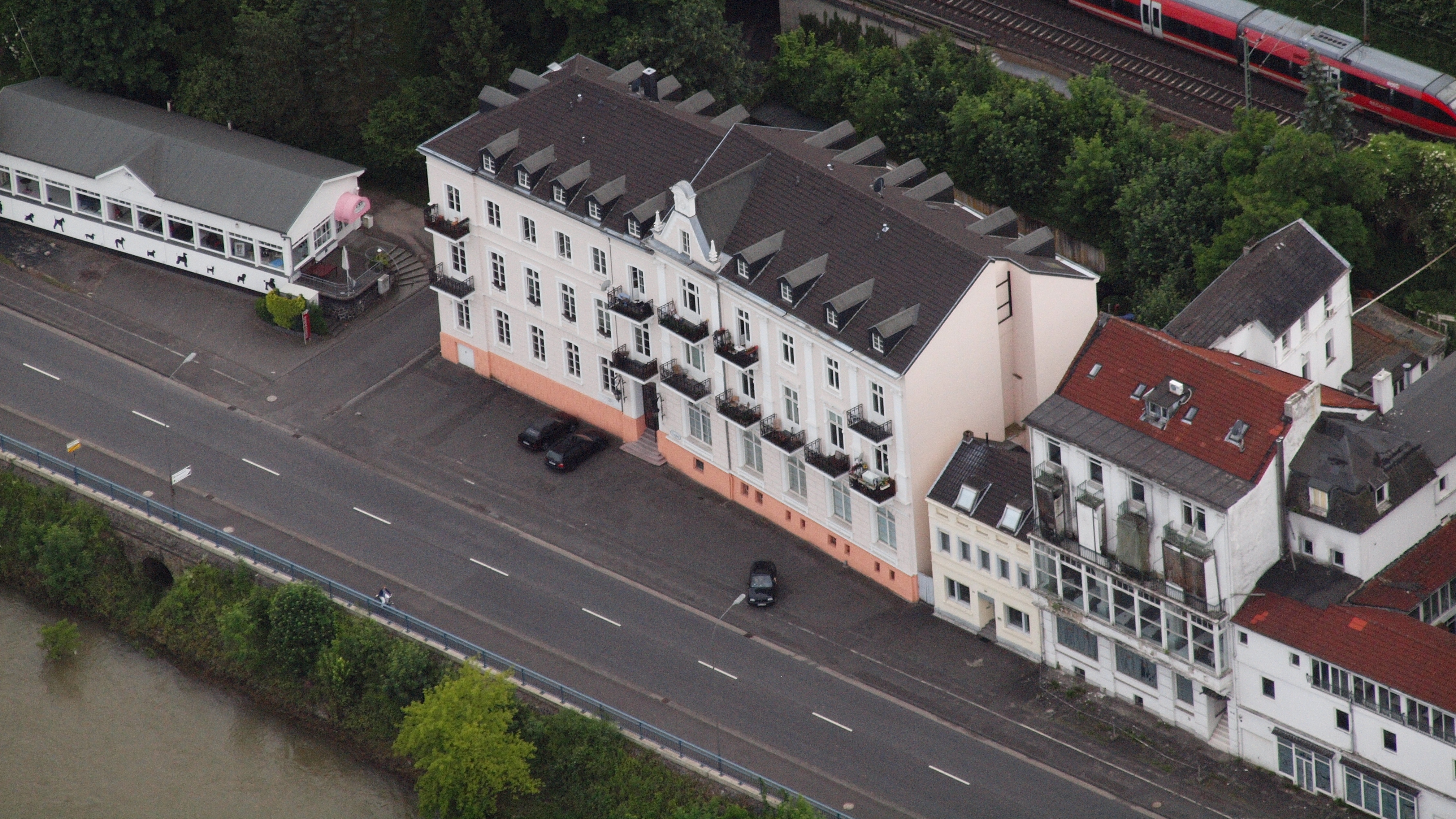
Luftaufnahme (2013)

Das Gebäude Mainzer Straße 28/30 (ehemals Hotel Rolandseck-Groyen) ist ein als Hotel entstandener Gebäudekomplex in Rolandswerth, einem Ortsteil der Stadt Remagen im rheinland-pfälzischen Landkreis Ahrweiler, der im 19. Jahrhundert errichtet wurde. Von 1955 bis 1975 war das ehemalige Hotelgebäude Sitz der Botschaft der Sowjetunion in der Bundesrepublik Deutschland.

## Lage
Das ehemalige Hotelgebäude liegt an der Westseite der Bundesstraße 9 (Mainzer Straße, Hausnummern 28/30) oberhalb des linken Rheinarms und unterhalb der linksrheinischen Eisenbahnstrecke. Es ist das südlichste zu Rolandswerth gehörende Gebäude an der B 9 und befindet sich unmittelbar an der Grenze zur Gemarkung von Oberwinter, die durch den Rolandswerther Bach markiert wird. Das Gebäude lässt sich den nördlichen Ausläufern von Rolandseck zurechnen.

## Geschichte
Die Ursprünge des Hotelbetriebs liegen in einer Gastwirtschaft („Gasthof zum Rolandseck“), die bis an den Beginn des 18. Jahrhunderts zurückreichen soll und über eine Station zum Wechseln von Postpferden verfügte. Es handelte sich damals um das einzige oder eines von wenigen Häusern im Bereich der damaligen Wegeverbindung zwischen Wittgen (Rolandswerth) und Oberwinter, auf einer Rheinstrom-Karte von Wiebeking aus dem Jahre 1798 ist es als „Quantius-Haus“ verzeichnet. 1810 erwarb Arnold Karl Cornelius Groyen, der aus einer in Königswinter ansässigen Hoteliersfamilie mit französischer Herkunft stammte, den Gasthof zum Rolandseck. Dessen Sohn und Nachfolger kaufte 1849 das südliche Nachbargrundstück hinzu, um den Gasthof zu einem Hotelbetrieb auszubauen.
Im Zuge der Rheinromantik hatte sich Rolandseck zu einem beliebten Reiseziel entwickelt, das Hotel Rolandseck-Groyen wurde dabei zu einem der angesehensten Betriebe des Ortes. Zu den prominentesten Gästen zählten die Kaiser und Könige Wilhelm I., Wilhelm II., Friedrich III., Reichskanzler Bismarck sowie Karl Marx und Heinrich Heine. 1920 wurde das Hotel von den Erben der letzten Besitzer für 200.000 Mark versteigert. In der Folge kam es zu häufigen Eigentümerwechseln, bei denen das Hotel zeitweilig zur Haltung von Nutztieren umfunktioniert wurde. Erst ab 1923 entwickelte sich das Hotel unter dem Besitzer Hermann Hartmann wieder zu einem renommierten Betrieb.
Im Zweiten Weltkrieg diente das Gebäude militärischen Zwecken: als Unterkunft für heimkehrende Soldaten, als Lazarett und als Vermessungsstelle. Gegen Kriegsende beherbergte es als Ersatzunterkunft die Orthopädische Klinik der Universität Köln. Anschließend übernahm der französische Hohe Kommissar zeitweilig das Gebäude. Im Dezember 1955 richtete die Sowjetunion nach der Aufnahme diplomatischer Beziehungen mit der Bundesrepublik Deutschland in dem einstigen Hotelgebäude die Kanzlei ihrer neueröffneten Botschaft am Regierungssitz Bonn ein. Dort waren zeitweise (Stand: 1965) 41 Diplomaten und 60 weitere Botschaftsangehörige tätig. Teile des Gebäudes wurden von der legalen KGB-Residentur Bonn genutzt. Die Lage des Gebäudes an einem wenig repräsentativen Standort außerhalb von Bonn und sein zunehmend schlechter baulicher Zustand führten frühzeitig zu Bemühungen für einen Umzug der Botschaft. Im Februar 1975 wurde sie auf die Viktorshöhe im Bonner Ortsteil Schweinheim verlegt. Anschließend diente das Gebäude als Unterkunft einer Möbelhandlung, bevor es 1983 veräußert und schrittweise in Eigentumswohnungen umgebaut wurde. Das Erdgeschoss wird gewerblich genutzt.

„Böse Zungen setzten die Unterbringung der sowjetischen Botschaft auf das Konto von Michail Senin. Unser erster Gesandter am Rhein habe, indem er aus den miserablen Angeboten das miserabelste wählte, besondere Wachsamkeit bewiesen, denn das wie eine Insel zwischen Eisenbahn und Verkehrsstraße plazierte Gebäude war vor illegalem Eindringen und Abhören geschützt. (…) Der Status eines Verschmähten war keineswegs harmlos. Er hinderte die Botschaft daran, ihre Funktion als Bindeglied zu Menschen zu erfüllen, die (…) nicht immer Zeit und Mittel hatten, Dutzende von Kilometern in beiden Richtungen zurückzulegen.“

Der ehemalige Hotelbau ist ein zweiteiliger Gebäudekomplex, der auf die Mitte des 19. Jahrhunderts zurückgeht und Ende des 19. Jahrhunderts nach Norden um einen fünfachsigen, pilastergegliederten Gebäudetrakt erweitert wurde. Er steht seit 1981/1982 als Kulturdenkmal unter Denkmalschutz.